# Ben Kasica
Benjamin Judah Kasica (15 de abril de 1984) é o ex-guitarrista da banda de rock cristão Skillet. Ele se juntou à banda em 2001 quando tinha 16 anos de idade, e gravou o álbum Collide (que foi ouro em 18 de novembro de 2009) e Awake com eles. Enquanto ele não era da banda até cinco anos de sua existência, só tinha doze anos quando a banda foi formada. Ben começou a tocar violão aos 11 anos, inicialmente tocando no estilo clássico mas mudou para a guitarra elétrica 2 anos depois, no entanto sua influência clássica pode ser ouvida nos seus solos.
Quando se juntou a banda, Ben tinha guitarras “ruins” porém, John e os outros membros da banda o presentearam com guitarras novas e bem melhores.
Ben é conhecido pelas “surpresas” que ele faz com o violão nos shows e por tocar alguns solos com a guitarra atrás da cabeça.
Ele também é proprietário da marca de roupa “LifeLoveMusic”, uma organização cristã que encoraja as pessoas a serem “a luz do novo mundo”. É patrocinado pela marca de guitarras "PRS Guitars"
No dia 14 de fevereiro de 2011, a banda postou uma nota no Facebook anunciando a saída do guitarrista Ben Kasica, após 10 anos com a banda, o guitarrista resolveu seguir um caminho longe dos palcos, sendo apenas como produtor musical.